# Gilsa (Adelsgeschlecht)

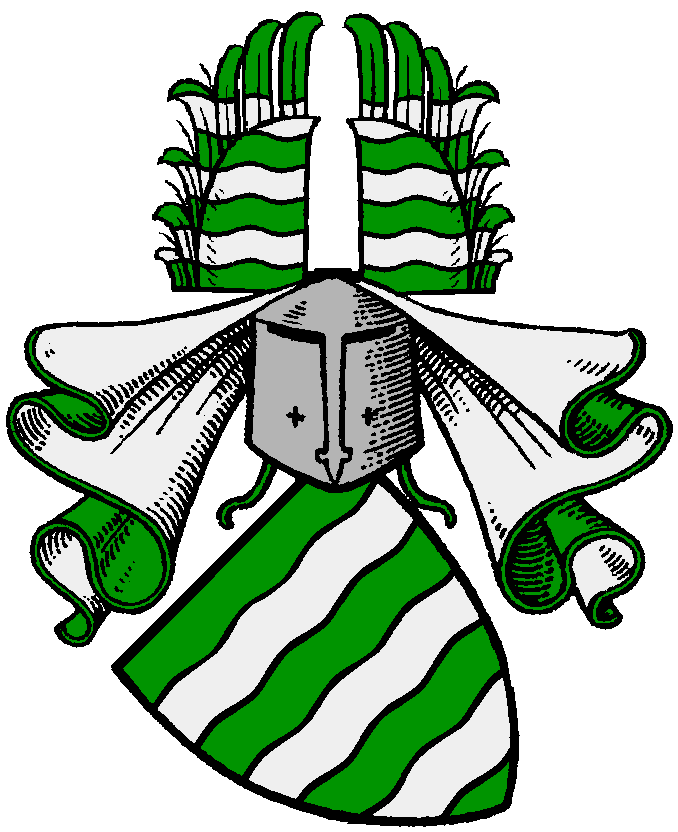
Wappen derer von und zu Gilsa

Gilsa ist der Name eines alten hessischen Adelsgeschlechts, der Herren und Freiherren von und zu Gilsa. Ihr Stammsitz Gilsa ist heute ein Ortsteil der Gemeinde Neuental im Schwalm-Eder-Kreis in Hessen.

## Geschichte
Das Geschlecht wird erstmals im Jahre 1224 mit Wigand von Gilsa erwähnt. Die ununterbrochene Stammreihe beginnt 1322 mit dem Ritter Johann von Gilsa, kurmainzischer Burgmann zu Jesberg.
Neben der Familie zu „Gilsa“ gab es noch einen Zweig zu „Ropperhausen, Lenderscheid und Siebertshausen“, der jedoch ein anderes Wappen führte und ebenfalls Mitglied in der althessischen Ritterschaft war. Das Geschlecht derer von und zu Gilsa teilte sich im 16. Jahrhundert in zwei große Äste, „Gilsa-Oberhof“ und „Gilsa-Unterhof“. Gilsa-Oberhof teilte sich wiederum im 17. Jahrhundert in zwei weitere Zweige, die beide untituliert blieben. Ober- und Unterhof sind noch in Familienbesitz. Der ursprünglich auf dem Mittelhof lebende Zweig erlosch im Mannesstamm im Jahre 1898 und der Mittelhof wurde verkauft. Schloss Ludwigseck kam in den 1980er Jahren aus Riedesel’schem Erbe an die Familie.

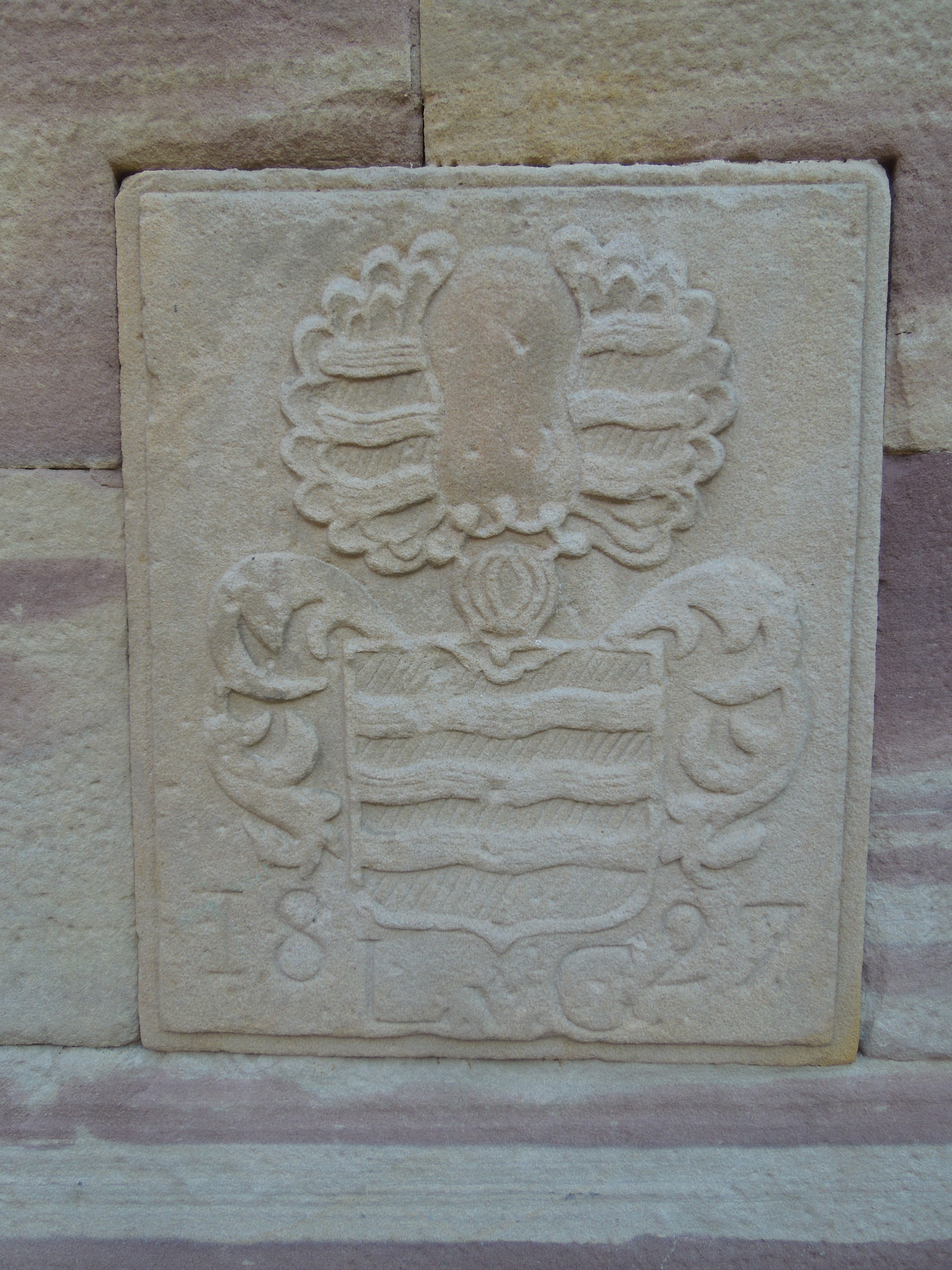
Wappen Gilsa in Fritzlar an der Außenmauer des 1827 auf dem Keller und Erdgeschoss der ehemaligen Kurie auf der Ecke erbauten Hauses des Ludwig von und zu Gilsa, hessen-kasselschen Majors, des heutigen Hotels Domgarten in der Neustädter Straße.

Karl von und zu Gilsa, Stammvater der Linie Gilsa-Unterhof, kurfürstlich-hessischer Stallmeister und späterer königlich-westphälischer Oberhofmeister, erhielt im Jahre 1813 von Jérôme Bonaparte den Baronstitel. Allerdings wurde diese Standeserhebung in der wiederhergestellten Landgrafschaft Hessen-Kassel zunächst nicht anerkannt. Erst 1872 und 1879 erfolgte eine preußische Bestätigung bzw. Berechtigung zur Führung des Freiherrentitels.

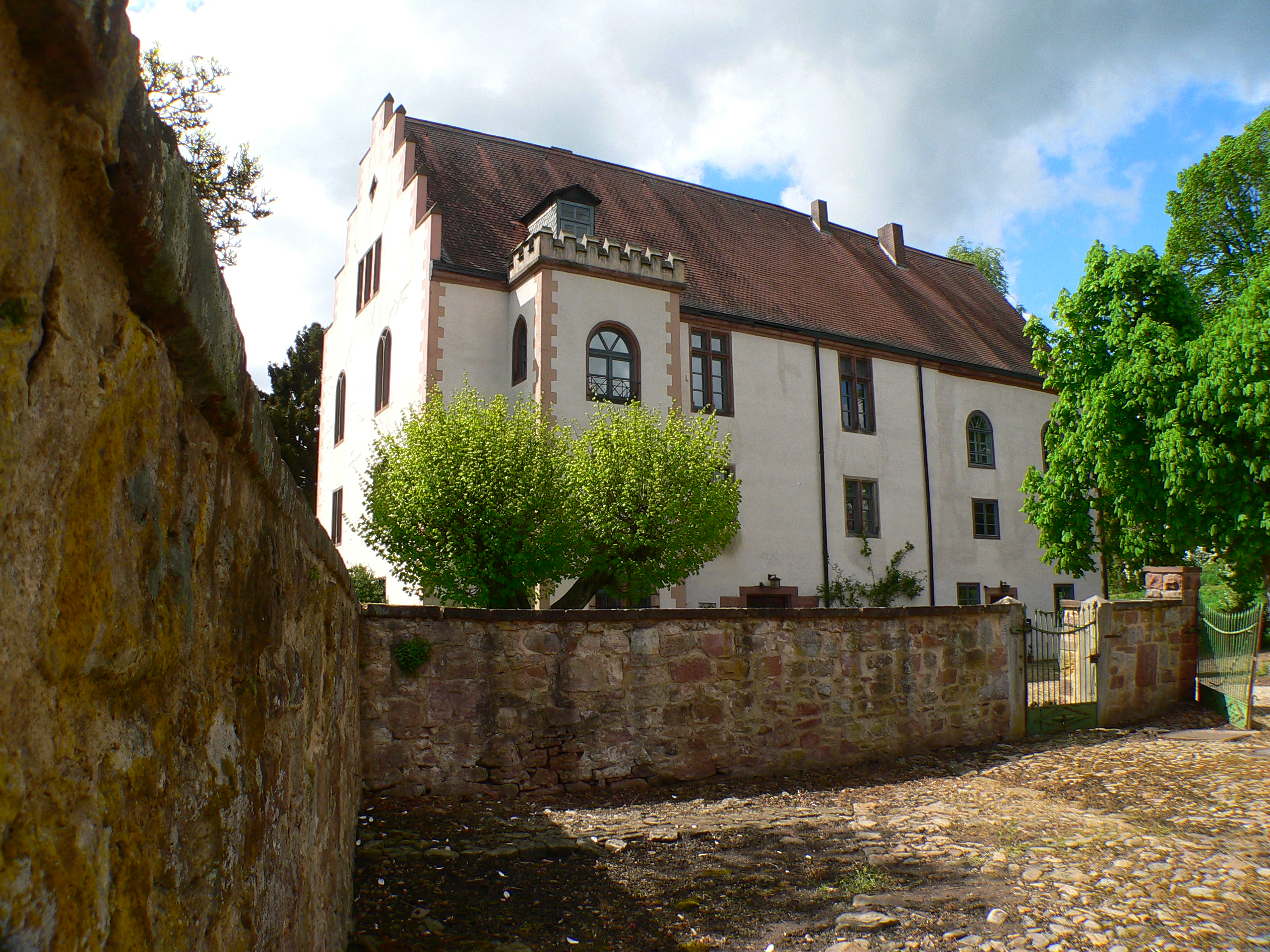
Oberhof Gilsa
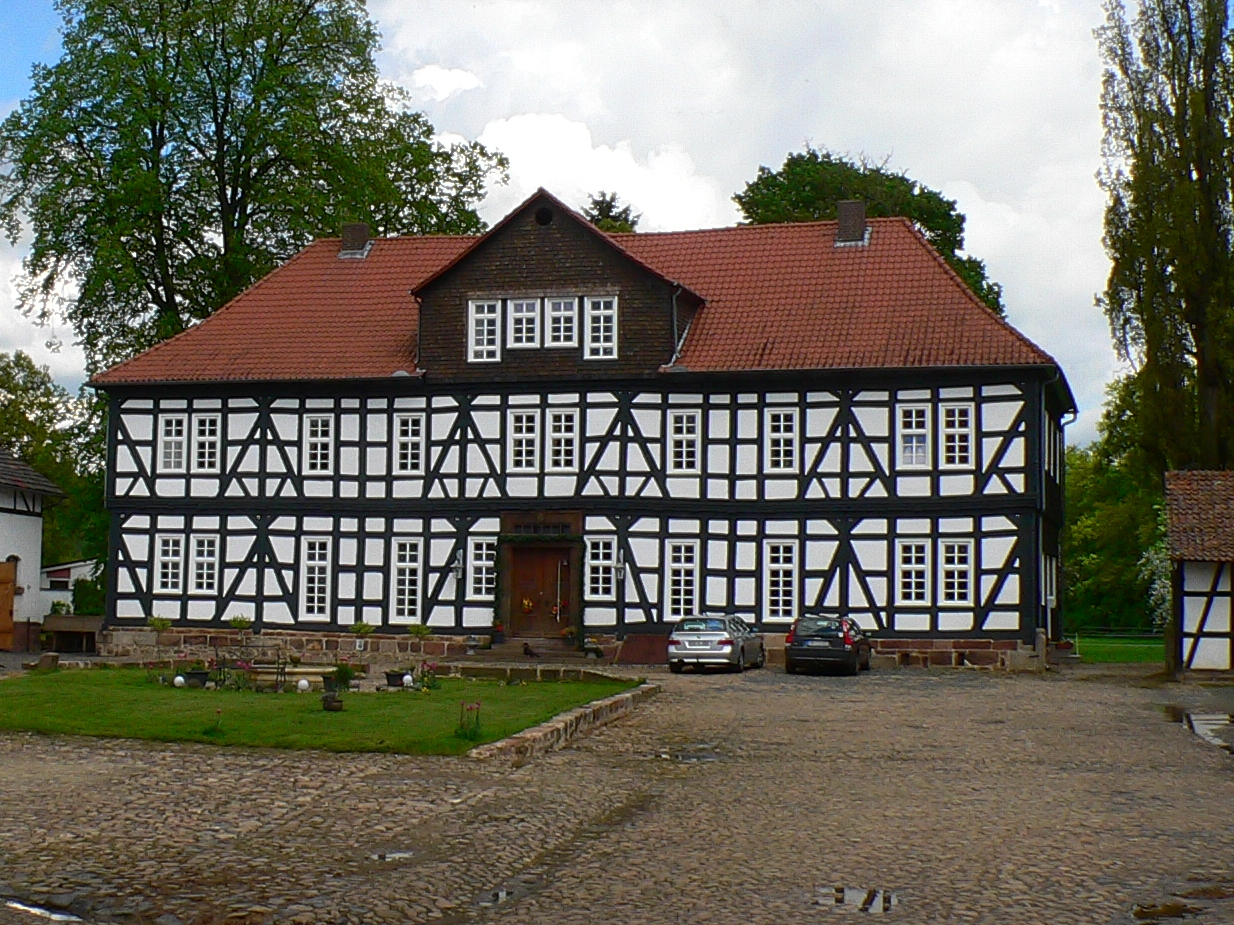
Unterhof Gilsa
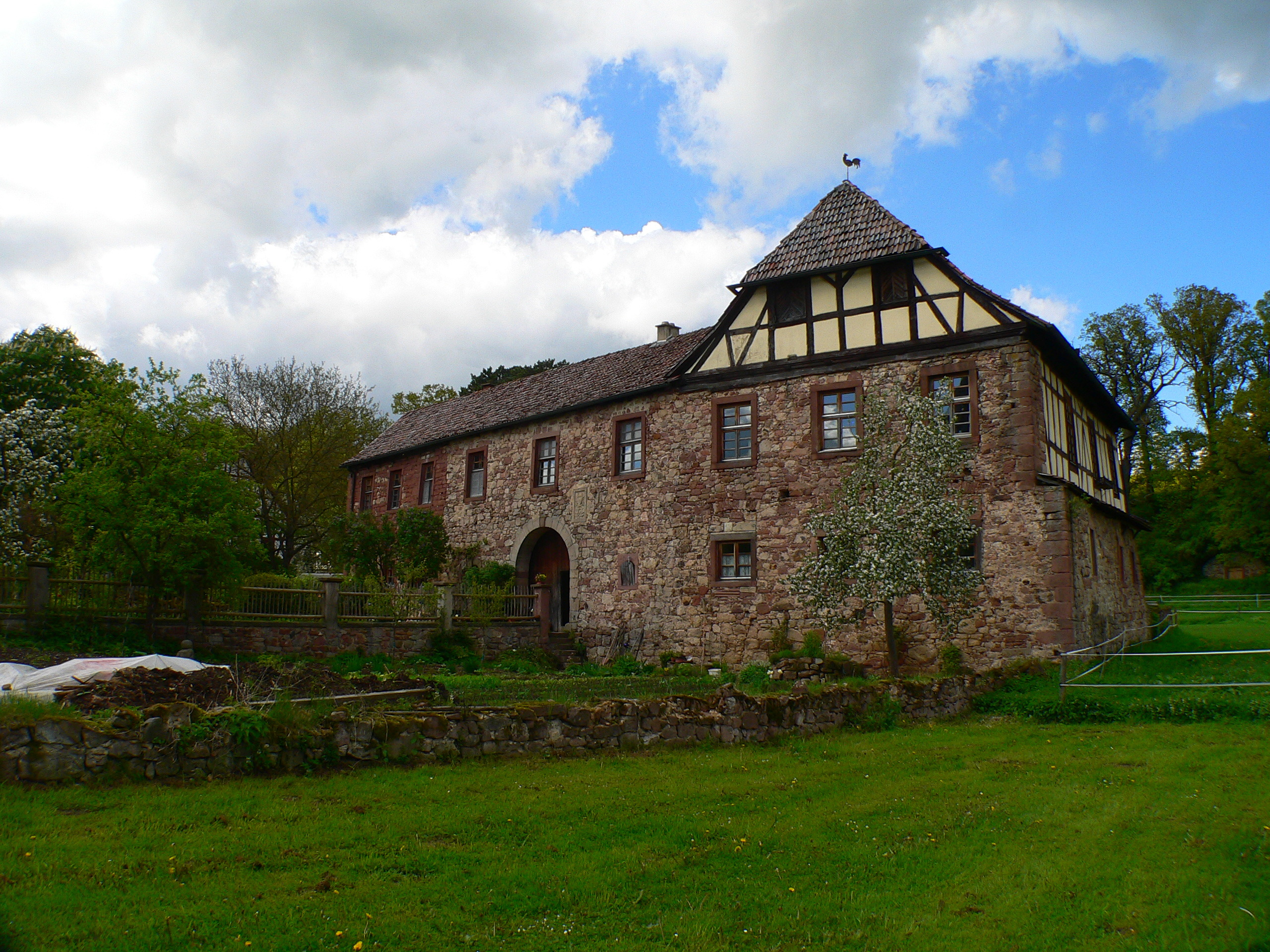
Mittelhof Gilsa
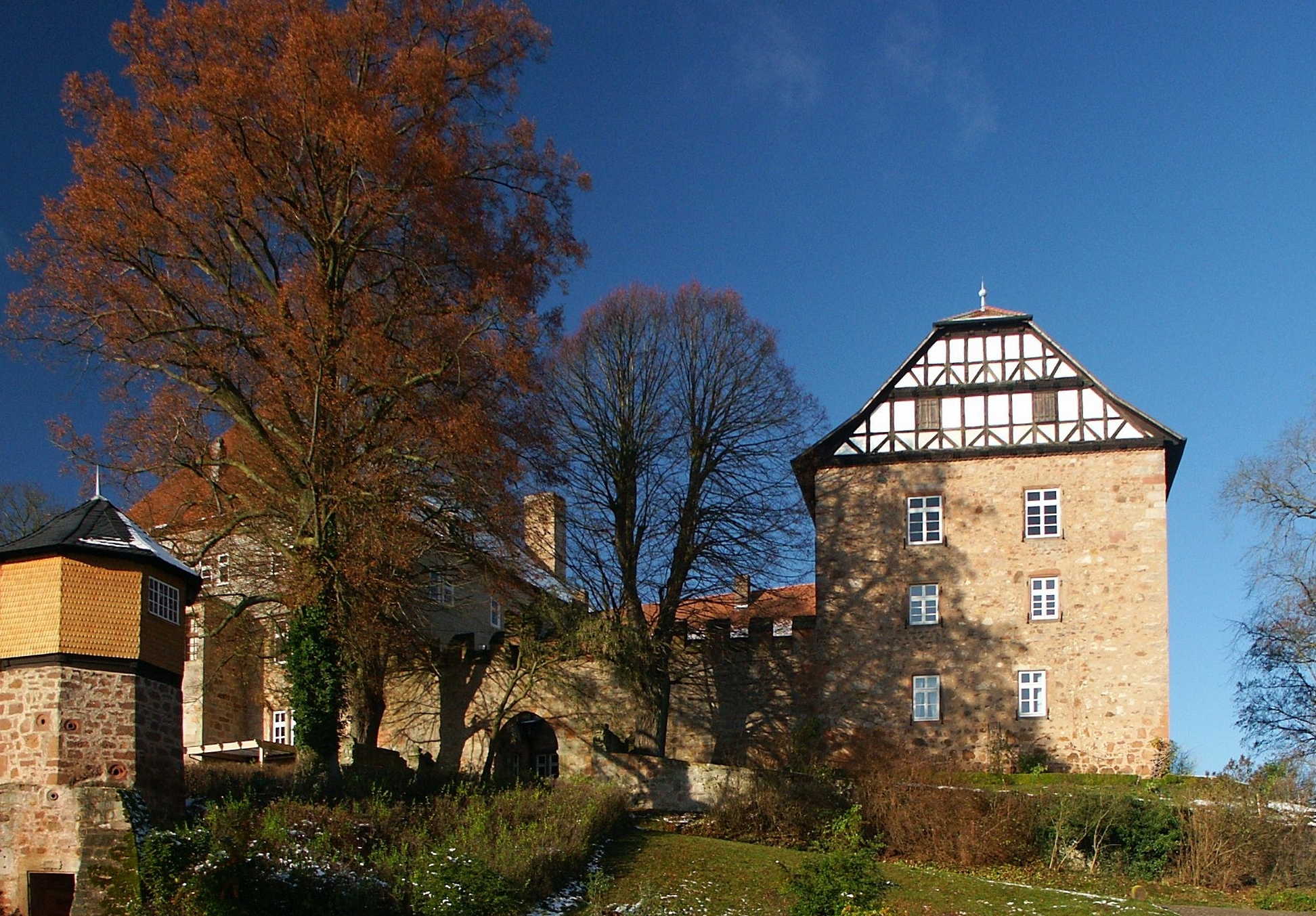
Schloss Ludwigseck

## Wappen

Wappen derer von und zu Gilsa

Das Wappen zeigt in Grün drei übereinander liegende silberne Bäche. Auf dem Helm ist ein wie der Schild gezeichneter grün-silberner Flug. Die Helmdecke ist ebenfalls grün-silbern.

## Familienspruch
Der Familienspruch lautet:
„Die Gilse drei Flüsse im Wappen führen,
Grün und Weiß tut dasselbe zieren;
Wer fromm ist, grünt zu jeder Zeit,
Segen ist ihm von Gott bereit.“

## Bekannte Familienmitglieder
- Adolf von und zu Gilsa (1876–1945), deutscher Verwaltungsbeamter und Rittergutsbesitzer
- Adolf Ludwig von und zu Gilsa (1838–1910), deutscher Offizier, Kammerherr und Intendant des Hoftheaters in Kassel
- Charlotte Christine Wilhelmine von Gilsa (1752–1822), Äbtissin des Stifts Wallenstein zu Homberg
- Carl Ludwig Philipp von Gilsa (1753–1823), u. a. Oberstallmeister und Großhofmeister der westphälischen Königin Katharina
- Eitel von und zu Gilsa (1700–1765), hessischer General[3]
- Erich von Gilsa (1879–1963), deutscher Offizier, Lobbyist und Politiker
- Friedrich von Gilsa (1808–1886), preußischer Generalmajor
- Georg Ludwig von Gilsa (1730–1792), preußischer Generalmajor und Chef des Dragonerregiments Nr. 3
- Georg Ernst von und zu Gilsa (1740–1798), Offizier, hessischer Kriegsrat und Obereinnehmer
- Georg Ludewig Eitel von Gilsa (1775–1812), preußischer Oberst des in Aschersleben gegründeten 1. Westfälischen Kürassierregiments
- Gottfried von und zu Gilsa (1879–1959), deutscher Verwaltungsbeamter und Rittergutsbesitzer
- Hermann von Gilsa, 1378–1384 Abt des Klosters Haina
- Julius Friedrich von Gilsa (1827–1902), preußischer Generalmajor
- Karl von und zu Gilsa (General, 1820) (1820–1883), deutscher Generalleutnant
- Karl von und zu Gilsa (General, 1854) (1854–1913), deutscher Generalmajor
- Kurt von Gilsa (1866–1941), deutscher Generalmajor
- Leopold von Gilsa (1824–1870), deutsch-amerikanischer Offizier, Oberst der Nordstaaten im Sezessionskrieg
- Moritz von Gilsa (1841–1909), preußischer Generalleutnant
- Werner von Gilsa (1889–1945), deutscher General der Infanterie, letzter Kampfkommandant von Dresden